# Markus Ortlieb
Markus Ortlieb (* 11. Dezember 1980 in Müllheim) ist ein deutscher Fußballspieler.

## Werdegang
In der Jugend spielte Ortlieb für die SpVgg. Untermünstertal und später für die A-Junioren des SC Freiburg. Über den FC Denzlingen sowie den Bahlinger SC kam er im Sommer 2003 zum SC Pfullendorf und spielte dort bis 2004 in der Regionalliga Süd. Anschließend wechselte er zur zweiten Mannschaft des TSV 1860 München, konnte sich dort jedoch nicht für die Profi-Mannschaft empfehlen.
2005 wechselte Ortlieb zum Wuppertaler SV Borussia in die Regionalliga Nord. Als Stammspieler spielte er mit der Mannschaft um den Aufstieg in die zweite Bundesliga. Nach zwei Jahren kehrte er nach Süddeutschland zurück und unterschrieb einen Zwei-Jahres-Kontrakt bei den Stuttgarter Kickers, um mit dem Klub die Qualifikation zur 3. Liga zu bewerkstelligen. Er konnte sich jedoch nicht in der Mannschaft festspielen und kam nach zehn Saisonspielen an den ersten elf Spieltagen nur noch in der zweiten Mannschaft zum Einsatz. Nach gelungener Qualifikation als Tabellenzehnter der Regionalligaspielzeit 2007/08 rückte er in den Kader der ersten Mannschaft auf. Sein Profidebüt in der 3. Liga gab er am 5. Oktober 2008 beim 3:3 gegen die Zweite Mannschaft des FC Bayern München, als er in der 88. Minute eingewechselt wurde. In der Folge etablierte er sich in der Mannschaft und kam bis zum Saisonende auf 25 Profieinsätze an der Seite von Bashiru Gambo, Marcus Mann, Manuel Salz und Michael Schürg.
Nach dem Abstieg des Klubs aus der 3. Liga bestand kein Interesse an einer Vertragsverlängerung. Vom 1. Juli 2011 bis zum 30. Juni 2013 kehrte er als Trainer zur SpVgg. Untermünstertal in die Landesliga Staffel 2 zurück.